# Haumea (mitología)
Haumea es, en la mitología hawaiana la diosa de la fertilidad y los partos. 
Es la diosa patrona de la Isla de Hawái, donde se ubica el Observatorio Mauna Kea, que en aún polémica controversia con investigadores españoles del Observatorio de Sierra Nevada se atribuyen el descubrimiento de un nuevo planeta: Haumea (planeta enano). 
El 17 de septiembre de 2008 la Unión Astronómica Internacional (IAU) anunció el nombre de Haumea para el quinto planeta enano del sistema solar en honor a esta deidad hawaiana. Las dos lunas de este planeta se nombraron como las hijas de la diosa Haumea: Hiʻiaka y Namaka.